# La vérité est ici
La vérité est ici (The Truth) est le dernier épisode de la saison 9 de la série télévisée X-Files. Cet épisode a été diffusé en une seule fois, mais la production et la diffusion en syndication le comptent comme un double épisode. Il est toutefois analysé en tant qu'épisode unique par les livres et articles sur la série. Mulder y fait sa réapparition et est accusé de meurtre par les militaires alors que Scully et les autres personnages principaux de la série essaient de lui venir en aide.
Servant de conclusion à la série tout en laissant la porte ouverte à de possibles suites, cet épisode est marqué par le retour de plusieurs personnages récurrents. Il a obtenu des critiques mitigées.

## Résumé
Mulder s'introduit dans la base militaire de Mount Weather et est en train d'accéder à des documents classifiés lorsqu'il est interrompu par l'arrivée de Knowle Rohrer. Il prend la fuite mais Rohrer le rattrape. Mulder réussit néanmoins à faire basculer son opposant par-dessus une balustrade, et Rohrer s'électrocute sur un câblage à haute tension. Mulder est ensuite arrêté par des soldats. Scully et Skinner apprennent qu'il est emprisonné et viennent le voir dans sa cellule. Ils tentent vainement de le faire libérer alors que Mulder reçoit dans son cachot la visite de deux fantômes du passé : Alex Krycek et Monsieur X.
Le général Suveg persuade Alvin Kersh de présider une parodie de procès dans un tribunal militaire. Skinner prend en charge la défense de Mulder et appelle successivement à la barre Scully, Jeffrey Spender et Marita Covarrubias pour témoigner en sa faveur et essayer de prouver la conspiration gouvernementale visant à cacher l'existence des extraterrestres. Pendant ce temps, Doggett et Reyes retrouvent Gibson Praise et celui-ci vient témoigner à son tour. Mais malgré tous ces témoignages, ainsi que ceux de Doggett et Reyes, et l'autopsie de Scully prouvant que le corps présenté n'est pas celui de Rohrer, Mulder est condamné à mort.
Doggett, Skinner, Reyes et Scully font évader Mulder avec l'aide de Kersh, qui a été pris de remords. Tandis que Doggett et Reyes constatent que le bureau des affaires non classées a été mis à sac, Mulder et Scully font route vers le Nouveau-Mexique jusqu'à des ruines anasazis. Mulder apprend alors à Scully que c'est là qu'il doit rencontrer l'homme qui lui a permis de s'introduire dans la base de Mount Weather. Ce dernier se révèle être l'homme à la cigarette, qui se cache dans les ruines car la magnétite des lieux affecte les extraterrestres. L'homme à la cigarette prétend que les extraterrestres vont envahir la Terre le 22 décembre 2012. Doggett et Reyes, guidés par Praise, arrivent à leur tour aux ruines. Ils y sont confrontés à Rohrer mais celui-ci succombe, victime de la magnétite. Mulder, Scully, Doggett et Reyes quittent ensuite les lieux juste avant l'arrivée d'hélicoptères de combat qui détruisent les ruines, tuant selon toute apparence l'homme à la cigarette resté à l'intérieur. Mulder et Scully discutent dans une chambre d'hôtel et parviennent à la conclusion qu'ils croient en la même chose et qu'il reste de l'espoir.

## Distribution
- David Duchovny : Fox Mulder
- Gillian Anderson : Dana Scully
- Robert Patrick : John Doggett
- Annabeth Gish : Monica Reyes
- Mitch Pileggi : Walter Skinner
- William B. Davis : l'homme à la cigarette
- Nicholas Lea : Alex Krycek
- James Pickens Jr. : Alvin Kersh
- Laurie Holden : Marita Covarrubias
- Matthew Glave : Kallenbrunner
- Jeff Gulka : Gibson Praise
- Chris Owens : Jeffrey Spender
- Steven Williams : Monsieur X
- Tom Braidwood : Melvin Frohike
- Dean Haglund : Richard Langly
- Bruce Harwood : John Fitzgerald Byers
- Adam Baldwin : Knowle Rohrer
- Alan Dale : l'homme au cure-dents
- William Devane : le général Mark Suveg

## Production

### Préproduction
En janvier 2002, Chris Carter annonce à son équipe que cette 9e saison sera la dernière de la série et qu'il est temps de planifier la fin ainsi que le destin des personnages principaux. Plusieurs scènes de l'épisode font référence à des événements antérieurs de la série, et la dernière scène dans une chambre d'hôtel fait écho à une scène dans un lieu similaire de l'épisode pilote. Les révélations de l'homme à la cigarette sur l'invasion extraterrestre programmée pour le 22 décembre 2012 renvoient pour leur part à l'épisode Le Musée rouge dans lequel une secte pense que 2012 sera l'aube d'un nouvel âge.
L'épisode présente la particularité d'être le premier, et le seul, de la série où ses cinq acteurs principaux sont tous crédités au générique. Il est également marqué par le retour de plusieurs personnages récurrents ayant trouvé la mort lors d'épisodes précédents (Krycek, Monsieur X), étant présumés morts (l'homme à la cigarette) ou n'étant pas apparus depuis plusieurs saisons. Laurie Holden reprend ainsi le rôle de Marita Covarrubias, absent depuis l'épisode final de la saison 7. Le personnage interprété par Lucy Lawless dans l'épisode Nouvelle Génération devait lui aussi faire son retour mais la grossesse de l'actrice l'en empêche.
À l'époque de la sortie au cinéma du film X-Files : Régénération (2008), Chris Carter avait exprimé son désir de réaliser un troisième long-métrage dont le sujet serait l'invasion extraterrestre annoncée dans le dernier épisode de la série. Toutefois, la chaîne Fox annonce en janvier 2015 que le retour de X-Files se fera non pas sous la forme d'un film mais d'une 10e saison diffusée au début de l'année 2016.

### Tournage

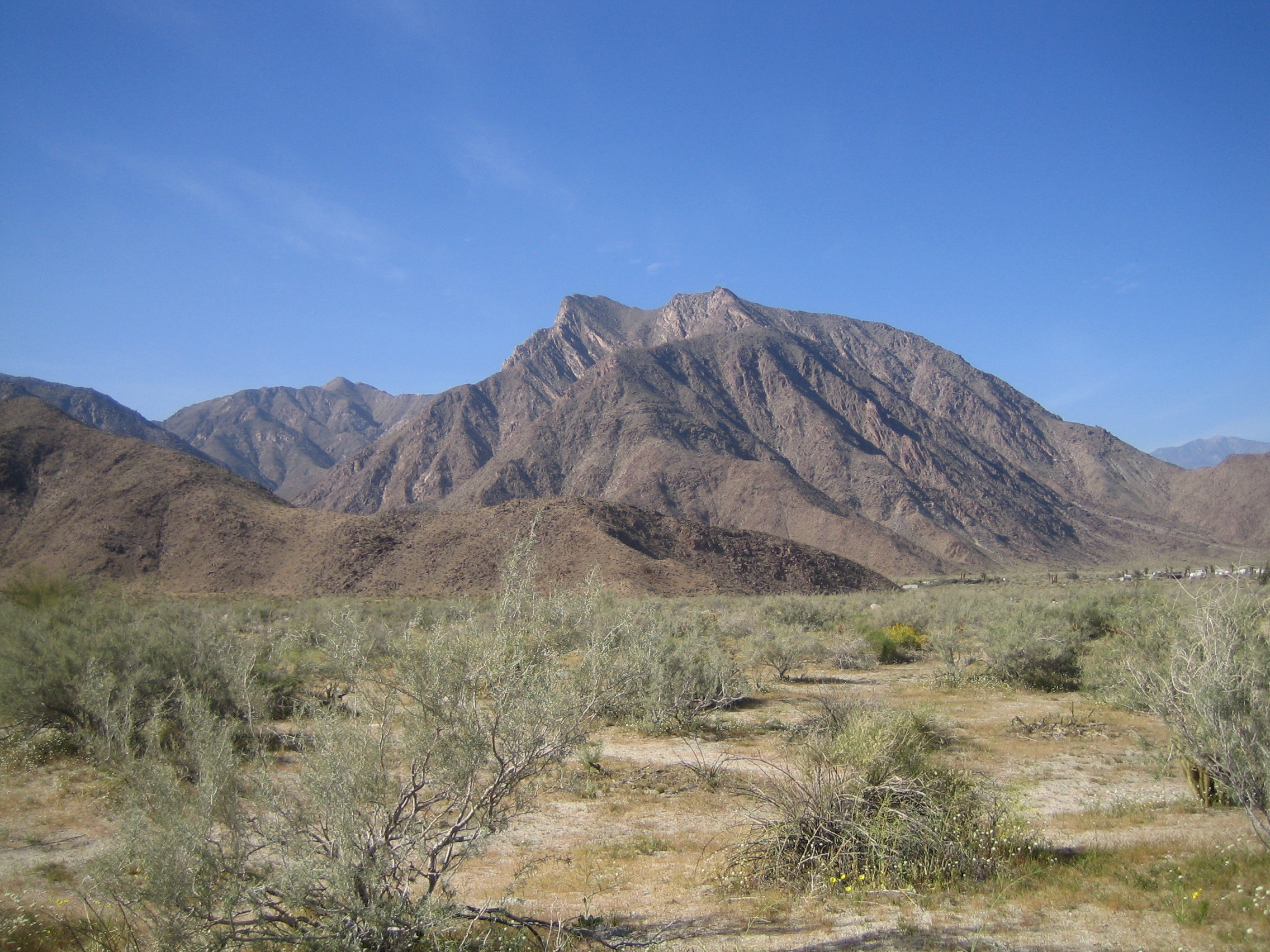
Les scènes dans les ruines anasazis ont été filmées dans le Parc d'État d'Anza-Borrego Desert.

Les premières scènes de l'épisode sont filmées dans une station hydroélectrique à l'est de Fresno. Plusieurs salles de cette station sont redécorées pour l'occasion par l'équipe de tournage, alors que le directeur de la photographie passe quatre jours à travailler sur l'éclairage des lieux pour le tournage. La scène dans la salle des ordinateurs est tournée quant à elle en studio, tandis que celles où Mulder est interrogé par les militaires sont filmées à Fort MacArthur, une base militaire abandonnée située à Long Beach. Le tribunal militaire est recréé en studio, et le réalisateur Kim Manners, impressionné à l'idée de tourner ces scènes représentant 40 pages du scénario et censées résumer neuf ans de l’histoire de la série, déclare par la suite qu'elles comptent parmi « les scènes les plus éprouvantes » qu'il ait tournées.
Les ruines anasazis sont construites à Borrego Springs, dans le Parc d'État d'Anza-Borrego Desert. La production de la série éprouve des difficultés à obtenir l'autorisation de construire puis de faire exploser ce décor, et doit engager plusieurs biologistes chargés de mettre en sûreté des spécimens d'une espèce très rare de lézard à cornes. Les scènes avec l'homme à la cigarette sont quant à elles tournées en studio. Celle où ce personnage est brûlé vif par l'explosion d'un missile est créée en animation 3D.
La scène finale entre Mulder et Scully est filmée à l'hôtel La Crescenta, dans la ville du même nom. Son tournage est qualifié par Kim Manners d'extrêmement difficile en raison de sa tonalité chargée d'émotion. La dernière scène de l'épisode devait initialement présenter l'homme au cure-dents, nouveau leader de la conspiration, informer le président des États-Unis de l'évasion de Mulder. Cette scène est tournée mais est ensuite coupée au montage, les scénaristes estimant qu'il valait mieux conclure avec Mulder et Scully.

## Accueil

### Audiences
Lors de sa première diffusion aux États-Unis, l'épisode réalise un score de 7,5 sur l'échelle de Nielsen, avec 12 % de parts de marché, et est regardé par 13,25 millions de téléspectateurs.

### Accueil critique
L'épisode obtient des critiques mitigées. Parmi les critiques favorables, Tom Kessenich évoque dans son livre un épisode qui n'apporte « rien de significatif » mais réserve quelques moments d'émotion, notamment la « magnifique » dernière scène, et bénéficie du retour tant attendu de David Duchovny. John Keegan, du site Critical Myth, lui donne la note de 7/10.
Du côté des critiques mitigées, Julie Salamon, du New York Times, juge que ce final de la série est « banal » et ponctué de scènes « pesantes » mais que la série a néanmoins su garder jusqu'à la fin son « aspect visuel hypnotique » et « le cœur de ses histoires de conspiration ». Todd VanDerWerff, du site The A.V. Club, lui donne la note de C. Le site Le Monde des Avengers lui donne la note de 2/4.
Parmi les critiques négatives, Zack Handlen, du site The A.V. Club, lui donne la note de C-. Robert Shearman et Lars Pearson lui donnent la note de 1/5, critiquant le choix de faire un résumé de la série à travers le procès de Mulder et restant incrédules à propos de la révélation sur la future colonisation extraterrestre.

### Distinctions
L'épisode obtient une nomination lors des Primetime Emmy Awards 2002 dans la catégorie de la meilleure musique pour une série.